# Chia-Chiao Lin
Chia-Chiao Lin, oft C. C. Lin zitiert, (chinesisch 林家翹, * 7. Juli 1916 in Peking; † 13. Januar 2013 ebenda) war ein sino-amerikanischer Physiker und Angewandter Mathematiker, der sich mit Hydrodynamik beschäftigte.
Lin machte 1937 an der Tsinghua-Universität in Peking seinen Abschluss in Physik und unterrichtete dann an seiner Universität. 1939 wurde er für ein Stipendium ausgewählt und ging 1940 nach Kanada, wo er 1941 seinen Master-Abschluss in Angewandter Mathematik an der Universität Toronto machte. 1944 promovierte er bei Theodore von Kármán am Caltech, wo er auch unterrichtete. 1945 bis 1947 lehrte er an der Brown University und danach ab 1947 als Associate Professor in der Abteilung Angewandte Mathematik am Massachusetts Institute of Technology, wo er 1953 Professor wurde und 1963 Institute Professor. 1987 ging er dort in den Ruhestand.
Im November 2001 wurde Lin zum Professor an der Tsinghua-Universität ernannt und lebte seit 2002 in Peking. 
Lin ist vor allem für seine Untersuchungen zu hydrodynamischen Stabilitätsfragen bekannt (auch mit Anwendungen auf Gasturbinen, Schwingungen von Flugzeugflügeln, Stoßwellen, Turbulenz). Er beschäftigte sich ab Ende der 1950er Jahre auch mit Anwendungen der Hydrodynamik in der Astrophysik (unter anderem Dichtewellen bei der Bildung von Spiralgalaxien, mit Frank Shu, aber auch Gravitationskollaps und Sternentstehung) und auf flüssiges Helium. Er befasste sich auch mit Numerischer Mathematik und Analysis, wobei er ein lange offenes Problem über die asymptotische Lösung gewöhnlicher Differentialgleichungen höher als zweiter Ordnung in der Nähe von Umkehrpunkten löste.
Von 1972 bis 1974 war er Präsident der Society for Industrial and Applied Mathematics.
1979 erhielt er als Erster den Hydrodynamik-Preis der American Physical Society. 1976 erhielt er den NAS Award in Applied Mathematics and Numerical Analysis der National Academy of Sciences. 1973 erhielt er den Otto-Laporte-Preis und 1975 die Timoschenko-Medaille. Ab 1958 war er Mitglied der Academia Sinica. Außerdem war er ab 1994 auswärtiges Mitglied der Chinesischen Akademie der Wissenschaften und Mitglied der American Association for the Advancement of Science, der American Academy of Arts and Sciences (1951), der National Academy of Sciences (1962) und der American Philosophical Society (1978). 1954 und 1960 war er Guggenheim Fellow. 1982 war er Killian Lecturer am MIT. Er erhielt den Distinguished Alumni Award des Caltech und 1987 einen Ehrendoktor der Tsinghua-Universität.
Zu seinen Doktoranden gehört Lee Segel.

## Schriften
- Lin, L. Segel: Mathematics applied to deterministic problems in the natural sciences. SIAM 1988
- David Benney, Frank Shu, Chi Yuan (Hrsg.): Selected Papers of C. C. Lin. World Scientific, 1987
- Lin: Theory of hydrodynamic stability. Cambridge University Press 1966
- Lin, William H. Reid: Turbulent Flow – Theoretical Aspects, Siegfried Flügge, Clifford Truesdell (Herausgeber) Handbuch der Physik, Band VIII/2, Strömungsmechanik, Springer Verlag 1962